# 釧路丹頂農業協同組合
釧路丹頂農業協同組合（くしろたんちょうのうぎょうきょうどうくみあい、英称：JA Kushirotancho ）は北海道鶴居村に本所を置く農業協同組合である。略称はJAくしろ丹頂。当農協の営業地域は 鶴居村・釧路市の旧音別町地域・白糠町の一円である。

## 概要
2006年（平成18年）に鶴居村農協、幌路農協（鶴居村）、音別町農協、白糠町農協が合併し、釧路丹頂農協が設立される。当農協の名前に使われている丹頂は、当地のシンボルとなっており国の特別天然記念物に指定されている。
尚、当農協の営業区域は阿寒農業協同組合を挟む形となっており、事実上飛び地状態となっている。
主に酪農が主要な地域であり、乳牛と食用牛が生産されている。

## 事務所の一覧
カッコ内は所在地
- 本所　（阿寒郡鶴居村鶴居東4丁目45）
- 幌呂支所　（阿寒郡鶴居村幌呂西3丁目15）
- 白糠支所　（白糠郡白糠町茶路基線20-1）
- 音別支所　（釧路市音別町本町1丁目15）